# ميناء نينغبو (تشوشان)
ميناء نينغبو تشوشان (بالصينية: 宁波舟山港) هو الميناء الضخم التابع لكل من مدينة نينغبو ومدينة تشوشان الواقعتان في مقاطعة تشجيانغ، في جمهورية الصين الشعبية.

## الموقع
يقع تحديدا في منتصف ساحل البر الرئيسي للصين والجناح الجنوبي لـ «الحزام الاقتصادي لنهر اليانغتسي». يُعد ميناء من الدرجة الأولى افتتحته الصين للعالم الخارجي.

## الأهمية
اعتبره الكثيرون محور مهم لنظام النقل في المنطقة، والقاعدة المحلية الرئيسية لنقل الحديد والنفط الخام، بالإضافة لكونه قاعدة تخزين ونقل العديد من المواد الكيميائية السائلة، وقاعدة تخزين ونقل لكل من الفحم والحبوب في شرق الصين؛ واكتسب الميناء اهمية خاصة حين أصبح جزء لا يتجزأ من مركز شنغهاي الدولي للشحن،

## التأسيس
تم تأسيس واعلان ميناء نينغبو تشوشان بشكله الجديد عام 2015م، بعد ان تم دمج وتنظيم الموانئ في مدينتي نينغبو وتشوشان ليحقق بذلك تكاملا كبيرا. ليصبح بذلك إحدى أفضل موانئ الصين وأكثر الموانئ انتاجية في العالم بعد ان تمكن من التعامل مع بضائع وحاويات قدرت ب 888.96 مليون طن في نفس العام.

## نبذة
يعود تاريخ ميناء نينغبو إلى آلاف السنين، فقد أسست أسرة تانغ الميناء البدائي آنذاك واطلقوا عليه اسم مينجزهو، ومع مرور السنين وتغير الانظمة والأُسر الحاكمة في الصين، كانت الأسماء تتعاقب أيضا على الميناء ففي عهد أسرة يوان كان اسمه ميناء تشينغيوان، وغيرت أسرة مينج اسمه لاحقا إلى ميناء نينغبو، وفي عهد أسرة سونغ، تم ربطه مع موانئ قوانغتشو وتشوانتشو كأكبر ثلاثة موانئ تجارية خارجية، بعد حرب الأفيون الأولى (الغزو البريطاني للصين، 1840-1842)، أصبح ميناء نينغبو أحد موانئ المعاهدة الخمسة المفتوحة للتجارة الخارجية والمحلية.

## المحطات التاريخية
من أهم المحطات التاريخية التي مر بها الميناء ما يلي:
- عام 1996م، أصدرت مقاطعة تشجيانغ «خطة ميناء نينغبو تشوشان متوسطة المدى»، والتي تهدف إلى اندماج ثنائي وكانت المرة الأولى التي تطرح فيها فكرة التخطيط الموحد والبناء الموحد والإدارة الموحدة للميناءين.[4]
- الأول من يناير 2006م، تم استخدام اسم «ميناء نينغبو - تشوشان» رسميًا، ولم تعد الأسماء الأصلية «ميناء نينغبو» و «ميناء تشوشان» مستخدمة، كما تم إنشاء لجنة إدارة ميناء نينغبو - تشوشان لتنسيق بناء المشاريع المتكاملة الرئيسية للمينائين.
- سبتمبر 2015م، أقيم حفل افتتاح شركة Ningbo Zhoushan Port Group Co. Ltd، وحقق الميناء اندماجاً وتكاملاً جوهريًا ومشاركة لكلا المينائين الأصول كحلقة وصل ليصبح أكبر ميناء في العالم.[5]
- 1 مايو 2020م، افتتح ميناء نينغبو تشوشان رسميًا أحدث رصيف حاويات عالي الجودة في الصين.[6]

## التجهيزات والمرافق

### المراسي
زاد عدد المراسي في ميناء نينغبو تشوشان إلى أكثر من 50 مرسى في عام 2016م، فوفقًا للمعلومات الموجودة على موقع ميناء تشوشان وإدارة الشحن والموانئ بتاريخ يناير 2020م، يوجد 44 مرسى في المياه الجنوبية التابعة لميناء تشوشان، 11 منها بطاقة استيعاب فوق 200000 طن، بالإضافة إلى 8 مراسي بطاقة استيعاب 100000 إلى 200000 طن، وحوالي 16 مرسى بقدرة 10.000 إلى 100.000 طن، و 5 مراسي مجهزة لاستيعاب سفن ذات حمولة لا تزيد عن 10.000 طن، و4 مراسي لاستيعاب سفت صغيرة ذات حمولة بوزن أقل من 1000 طن.

### الارصفة
منذ بداية عام 2017م، أصبح الميناء مجهزاً بقرابة 329 رصيفًا منتجًا، بما في ذلك 322 رصيفًا ساحليًا، من بينها 106 أرصفة فوق 10000 طن. بالإضافة إلى 7 أرصفة نهرية داخلية ويبلغ إجمالي عدد أرصفة البضائع الخطرة بالميناء 109 منها 69 رصيفاً بقدرة تفوق 10.000 طن.

### التخزين
اعتبارًا من عام 2017، تم تجهيز ميناء نينغبو تشوشان بما يقارب 428 مستودعاً لتخزين البضائع الخطرة بمساحة تقدر بـ4.44 مليون متر مكعب. كما ويوجد في منطقة الميناء 1,183 خطوط أنابيب نفط وغاز ومواد كيميائية خطرة وخطوط أنابيب أخرى تنتمي إلى حقوق ملكيتها لمشغل الميناء، والبالغ طولها حوالي 365.55 كيلومترًا، منها: خطوط أنابيب النفط (بمشتقاته: النفط الخام والنفط المكرر وخطوط الأنابيب الأخرى)، وخطوط أنابيب المواد السائلة (وهي خطوط أنابيب الكيماويات السائلة) وعددها 591، بطول 229.12 كيلومترًا؛ بالإضافة إلى 13 خط أنابيب غاز مسال، بطول 4.93 كيلومتر، تتركز خطوط أنابيب النفط بشكل أساسي في منطقتي بيلون وداكسي؛ وتتركز خطوط أنابيب المنتجات المسالة بشكل أساسي في منطقة تشنهاي.

## وصلات خارجية
- الموقع الرسمي للميناء